# 善无郡
善无郡，中国南北朝时设置的郡。
北魏置，治所在善无县（今山西省右玉县南）。辖境相当今山西省右玉县及内蒙古自治区凉城县南部等地。北齐省。 